# 56P/Слотера — Бёрнхема
Комета Слотера — Бёрнхема (56P/Slaughter-Burnham) — короткопериодическая комета из семейства Юпитера, которая была открыта 27 января 1959 год американскими астрономами Чарльзом Слотером и Робертом Бернхемом в Ликской обсерватории на фотопластинке, выставленной 10 января, и была описана как диффузный объект 16 m звёздной величины с центральной конденсацией. В дальнейшем комета была обнаружена и на 5 последующих снимках — 10, 11, 12, 13 и 15 декабря, что позволило Элизабет Рёмер вычислить эллиптическую орбиту кометы, а также дату перигелия 4 августа 1958 и орбитальный период 11,18 года. 2 февраля Рёмер также смогла наблюдать комету, яркость которой на тот момент упала до 18 m. Комета обладает довольно коротким периодом обращения вокруг Солнца — чуть более 11,47 года.

Орбита кометы Слотера — Бёрнхема и её положение в Солнечной системе

Комета была обнаружена спустя 5 месяцев после прохождения перигелия и 3 месяца после максимального сближения с Землёй. Комета наблюдалась только в Ликской обсерватории на протяжении нескольких месяцев. Во время последнего наблюдения 9 апреля её яркость оценивалась 19 m.